# USS Fort Lauderdale
L’ USS Fort Lauderdale (LPD-28) est un Landing Ship Dock de classe San Antonio de l’United States Navy, le douzième navire de la classe. Il est le premier navire de l’United States Navy à être nommé d’après la ville de Fort Lauderdale, en Floride.

## Conception
L’USS Fort Lauderdale présente des améliorations de conception introduites dans le cadre du développement par la Marine d’un navire de débarquement de nouvelle génération, connu sous le nom de navire de guerre amphibie de classe LX(R). Le LX(R) est destiné à remplacer les navires de débarquement actuels de classe Whidbey Island et de classe Harpers Ferry. La Marine a commencé en 2014 la conception du LX(R), basé sur de la classe San Antonio modifiée. Parce que ce travail de conception est en cours, la Marine a introduit des innovations de conception et des stratégies de réduction des coûts autour de la conception de base de la classe San Antonio, et la Marine a appliqué ces innovations et ces stratégies à l’USS Fort Lauderdale, ce qui lui permet d’être construit à moindre coût. Les principales caractéristiques de conception destinées à réduire le coût du USS Fort Lauderdale, par rapport à la classe San Antonio sur laquelle il est basé, sont une étrave simplifiée, le remplacement des mâts avant et arrière en matériau composite par des mâts en acier, l’enlèvement des structures de la vallée du bateau et une porte arrière ouverte à son sommet. Cela fera de l’USS Fort Lauderdale un « navire de transition » entre la conception actuelle de la classe San Antonio et les futurs navires LX(R).
L’USS Fort Lauderdale intègre un système de protection contre les mines construit par American Superconductor, constitué d’une démagnétisation à base de supraconducteurs à haute température pour réduire la signature magnétique du navire.

## Histoire
Le navire a reçu le nom de Fort Lauderdale le 9 mars 2016, et le contrat de construction a été attribué au chantier naval Ingalls le 19 décembre 2016. La quille de l’USS Fort Lauderdale a été posée le 13 octobre 2017 au chantier naval Ingalls de Pascagoula, Mississippi,. Il a été lancé le 28 mars 2020, et ses essais d'acceptation se sont achevés le 31 janvier 2022. Le navire a été mis en service le 30 juillet 2022 lors d’une cérémonie dans la ville éponyme de Fort Lauderdale, en Floride. Il est arrivé le 4 août 2022 à son port d'attache de Norfolk, en Virginie.